# Kepler-20
Kepler-20 – gwiazda typ widmowego G, oddalona o około 950 lat świetlnych od Ziemi, położona w gwiazdozbiorze Lutni. Jest nieznacznie mniejsza i lżejsza od Słońca. Posiada układ planetarny składający się z pięciu planet. Jest to pierwszy znany układ pozasłoneczny, w skład którego wchodzą planety podobne rozmiarami do Ziemi, orbitujące wokół gwiazdy podobnej do Słońca; jednak planety te – Kepler-20e i Kepler-20f – znajdują się poza ekosferą, a temperatury ich powierzchni szacowane są odpowiednio na 760 i 427 °C. Odkrycia układu dokonano dzięki Teleskopowi Kosmicznemu Keplera.

## Układ planetarny
Planety otrzymywały oznaczenia w miarę ich odkrywania, dlatego nie są ustawione alfabetycznie, licząc od słońca.